# Rashid Diab
Rashid Diab, in arabo  راشد دياب‎? (Wad Madani, 1957), è un pittore sudanese.

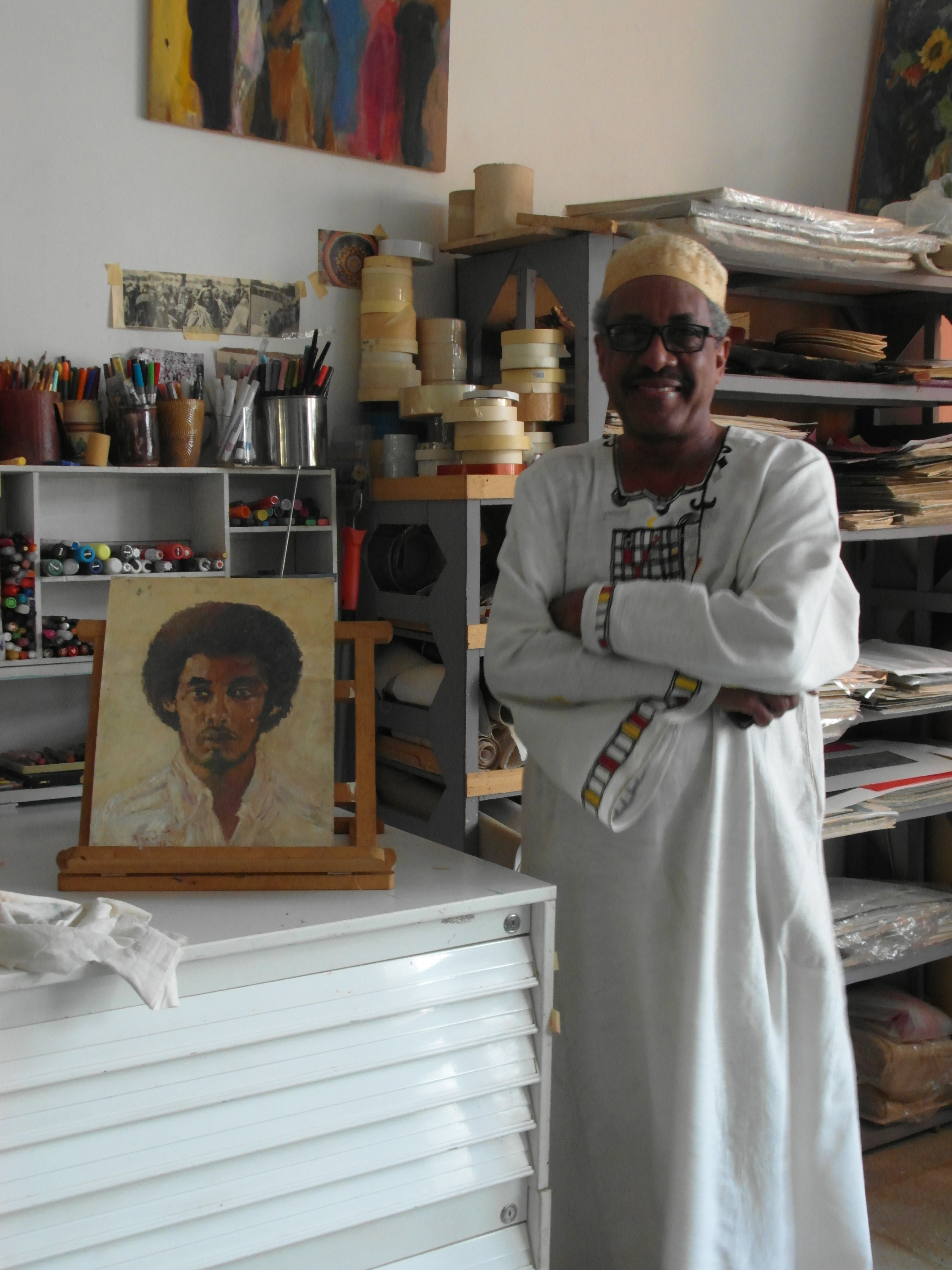
Diab nel suo studio a Khartoum, accanto a un autoritratto

Studiò nella Scuola di Belli Attrezzi di Khartum e si addottorò in Madrid (Università Complutense di Madrid, 1991).
Nel 1999 ritornò a Khartum per lavorare come professore e fondò un centro artistico.